# Albestroff
Albestroff (in tedesco Albesdorf) è un comune francese di 678 abitanti situato nel dipartimento della Mosella nella regione del Grand Est.

## Storia

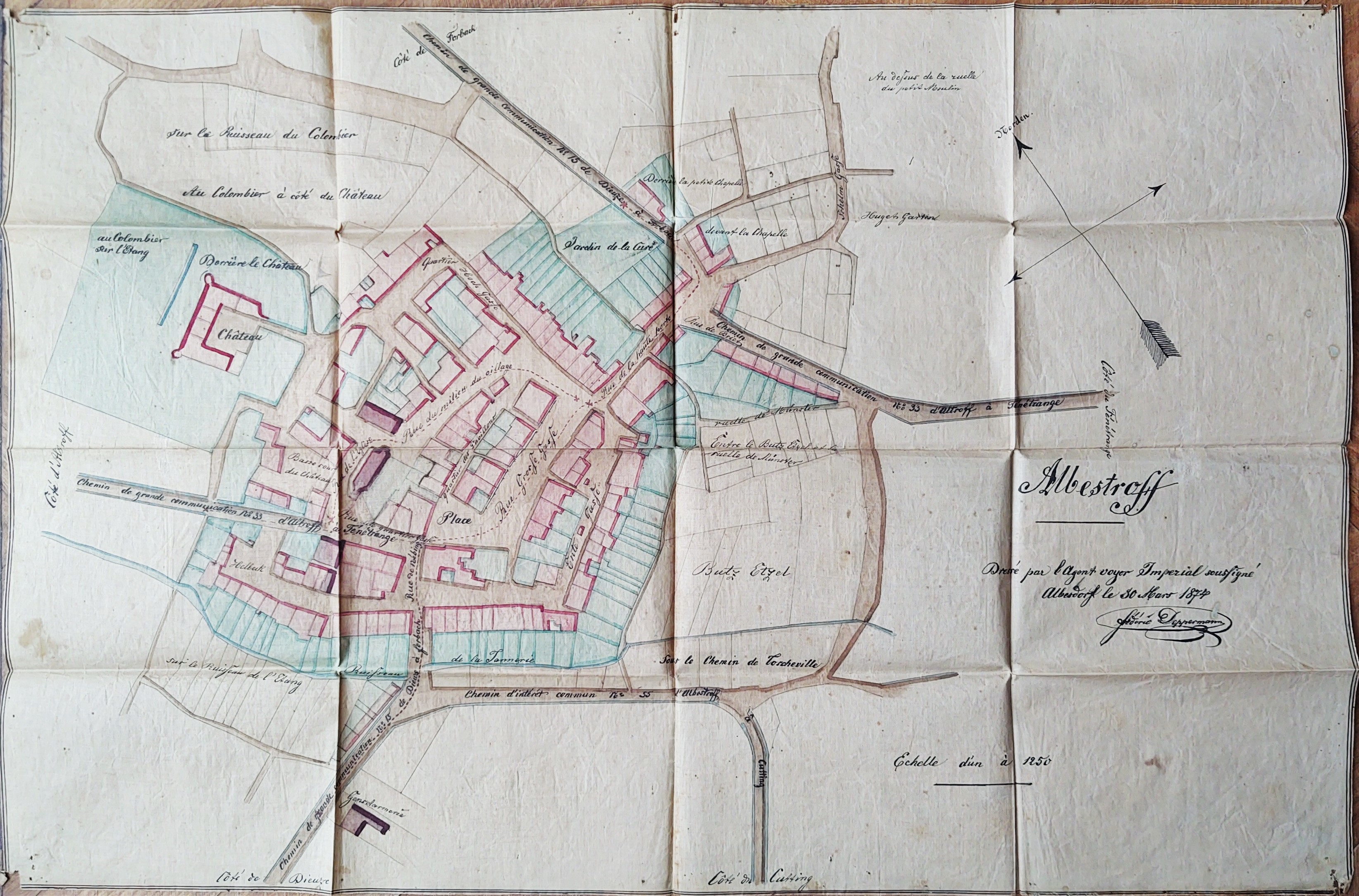
Mappa del Wegemeister tedesco Friedrich Wilhelm Ludwig Deppermann del 1874

## Società

### Evoluzione demografica
Abitanti censiti